# Karl Gotch
Karl Charles Istaz (3 de agosto de 1924-28 de junio de 2007) fue un luchador profesional belga, conocido por su nombre artístico Karl Gotch. Es considerado uno de los pioneros de la lucha libre profesional y uno de los practicantes más grandes del catch wrestling, y su influencia se extiende hasta la actualidad, especialmente Japón, donde tuvo un importante papel en el desarrollo del puroresu.
Después de su retiro, Gotch ejerció de entrenador en New Japan Pro Wrestling y más tarde Universal Wrestling Federation, y sus enseñanzas sobre estudiantes como Satoru Sayama, Akira Maeda y Nobuhiko Takada llevaron al alzamiento del shoot wrestling y eventualmente las artes marciales mixtas (MMA) de este país.

## Carrera
Karl aprendió lucha grecorromana y lucha libre olímpica a muy temprana edad, y con el tiempo llegó a ser parte del equipo nacional belga de ambas disciplinas, ganando campeonatos nacionales y compitiendo en los Juegos Olímpicos de 1948. También entrenó en el arte marcial india del pehlwani, de la que adoptó su pesado régimen de entrenamiento. En 1950, Istaz se desplazó a Inglaterra, donde aprendió catch wrestling en el Wigan Snakepit de Billy Riley y tuvo su debut en la lucha libre profesional. Compitiendo bajo el nombre de Karl Krauser, ganó múltiples títulos a lo largo de Europa hasta que decidió moverse a Canadá y Estados Unidos, países donde cambió su nombre a Karl Gotch en honor del legendario luchador Frank Gotch.

## En lucha
- Movimientos finales
  - Gotch-Style Piledriver[2] (belly to back piledriver)
  - Gotch Special[2] (Kimura lock con neckscissors)
  - Atomic Suplex[2] (German suplex)[2]

- Movimientos de firma
  - Bow and arrow hold[2]
  - Cross armbar[2]
  - Crossface chickenwing
  - Underhook suplex

- Apodos
  - "Puroresu no Kamisama" (プロレスの神様 Puroresu no Kamisama?, "El dios de la lucha libre profesional")[2]

## Campeonatos y logros
- American Wrestling Alliance (Ohio)
  - AWA World Heavyweight Championship (1 vez)

- New Japan Pro Wrestling
  - NJPW Real World Championship (2 veces)

- World Championship Wrestling (Australia)
  - IWA World Heavyweight Championship (1 vez)

- World Wide Wrestling Federation
  - WWWF World Tag Team Championship (1 vez) – con Rene Goulet

- World Wrestling Association (Los Ángeles)
  - WWA World Tag Team Championship (1 vez) – con Mike DiBiase

- Professional Wrestling Hall of Fame and Museum
  - Clase de 2007[3]

- Wrestling Observer Newsletter
  - WON Hall of Fame (clase de 1996)[4]

- Tokyo Sports
  - Premio a los servicios especiales (2007)